# Christa Schroeder (Sekretärin)
Christa Schroeder (* 19. März 1908 in Münden als Emilie Christine Schroeder; † 28. Juni 1984 in München) war von 1933 bis 1945 neben Johanna Wolf, Gerda Christian und Traudl Junge eine der vier Sekretärinnen Adolf Hitlers.

## Leben
Schroeder war von 1930 bis 1933 als Sekretärin bei der Reichsleitung der NSDAP in München tätig. Sie war von 1933 bis 1945 Privatsekretärin Hitlers und bildete zusammen mit Johanna Wolf, Gerda Christian und Traudl Junge das Quartett der sogenannten Führersekretärinnen. Zunächst arbeitete sie bis 1939 in der Persönlichen Adjutantur des Führers. Anschließend begleitete sie bis April 1945 den Diktator auf seinen Dienstreisen. Während dieser Zeit lernte Schroeder viele enge Kontaktpersonen Hitlers und viele hochrangige Militärs und Politiker des Dritten Reiches kennen. Ihre Erlebnisse hielt sie regelmäßig in Briefen, Tagebüchern und stenografischen Aufzeichnungen fest.
Schroeder war seit 1931 Mitglied der NSDAP (Mitgliedsnummer 263.009) und seit 30. Januar 1938 Trägerin des Goldenen Parteiabzeichens.
1938 verlobte sich Schroeder mit dem jugoslawischen Diplomaten Lav Alkonic aus Belgrad. Drei Jahre später wurde die Verlobung wieder gelöst, da Hitler die Beziehung entdeckte und nicht tolerierte.
Am 22. April 1945 wurden Schroeder, Wolf und andere engere Mitarbeiter Hitlers, die sich bis dahin im Bunker unter der Reichskanzlei aufgehalten hatten, per Flugzeug aus Berlin herausgeflogen und auf den Berghof gebracht. Dort erlebte Schroeder den Bombenangriff auf Hitlers Bergdomizil am 25. April, das dabei fast vollkommen zerstört wurde. Nach dem Zweiten Weltkrieg wurde Schroeder im Mai 1945 von Truppen der 7. US-Armee in Gewahrsam genommen. Sie war bis Mai 1948 interniert.
Am 8. Dezember 1947 begann gegen Christa Schroeder in Stuttgart ein Spruchkammerverfahren. Zu ihrer Entlastung führte sie an, „von allem nichts gewußt“ zu haben; außerdem seien Gespräche über Politik beim Essen oder beim Besuch „fremder Herren unerwünscht und bei Hitler verboten gewesen“. Ende Dezember wurde sie als Hauptschuldige eingestuft und zu drei Jahren Arbeitslager sowie 5.000 RM (entspricht heute etwa 19.000 EUR) Vermögensverfall verurteilt.
Nach dem Urteil gab sie in einem Interview „interessante Enthüllungen über ihren Chef“. Der Führer habe sie als Sekretärin ausgewählt, weil sie die „einzige Stenographin der Reichskanzlei“ war, „die seinen schnellen, rasenden Mitternachtsdiktaten folgen konnte“. Vor dem gewöhnlich nachts diktierenden Hitler, der dabei „wild gestikulierend auf und ab schritt und seine Worte laut rezitierte“, habe sie sich manchmal gefürchtet, und sie habe den Eindruck gehabt, er sei „geisteskrank“ gewesen.
Aus Vernehmungsprotokollen und Interviews nach ihrer Freilassung fertigte Albert Zoller ein Werk Hitler privat: Erlebnisbericht seiner Geheimsekretärin, das 1949 erschien. Schroeder arbeitete von 1948 bis 1959 als Sekretärin in Schwäbisch Gmünd und Maulbronn und von 1959 bis 1967 als Sachbearbeiterin in München, bevor sie sich aufgrund nachlassender Gesundheit in den Ruhestand zurückzog. Nach ihrem Tod wurde das Buch Er war mein Chef – Aus dem Nachlass der Sekretärin von Adolf Hitler veröffentlicht, das auf ihren stenografischen Niederschriften basiert.

## Werke
- Albert Zoller:  Hitler privat: Erlebnisbericht seiner Geheimsekretärin. Droste-Verlag, Düsseldorf 1949.
- Anton Joachimsthaler (Hrsg.): Er war mein Chef : Aus dem Nachlaß der Sekretärin von Adolf Hitler. 5., überarbeitete  Auflage. Langen-Müller, München u. a. 1992, ISBN 3-7844-2059-1 (archive.org – Erstausgabe:  1985).